# Ettore Fieramosca (1929)
Ettore Fieramosca – włoski okręt podwodny z okresu międzywojennego i II wojny światowej. Okręt wypierał 1556 ton w położeniu nawodnym i 1965 ton pod wodą, a jego główną bronią było 14 torped kalibru 533 mm wystrzeliwanych z ośmiu wewnętrznych wyrzutni. Jednostka rozwijała na powierzchni prędkość 15 węzłów, osiągając zasięg 5300 Mm przy prędkości 8 węzłów.
Okręt został zwodowany 15 kwietnia 1929 roku w stoczni Cantieri navali Tosi di Taranto w Tarencie, a w skład Regia Marina wszedł 5 grudnia 1931 roku. Nazwę otrzymał na cześć kondotiera Ettore Fieramosca z przełomu XV i XVI wieku. Pełnił służbę na Morzu Śródziemnym, biorąc udział m.in. w wojnie domowej w Hiszpanii i kampanii śródziemnomorskiej. Jednostka została wycofana ze służby 10 kwietnia 1941 roku i złomowana w 1946 roku.

## Projekt i budowa
Budowane przez Włochy w okresie przed i w trakcie I wojny światowej okręty podwodne były małymi jednostkami przeznaczonymi do działań na Adriatyku, przeciwko Austro-Węgrom. Zmiana sytuacji międzynarodowej spowodowała konieczność wymiany posiadanych okrętów na pełnomorskie, o dużym zasięgu, mogące działać przeciw Marine nationale czy Royal Navy. Przyjęty przez Włochy program zbrojeniowy z lat 1923–1924 zakładał zbudowanie okrętów o łącznej wyporności 36 568 ton, na co miały się składać dwa krążowniki ciężkie („Trento” i „Trieste”), niszczyciele typów Sauro i Turbine oraz okręty podwodne typów Balilla, Mameli i Pisani. Projekty tych trzech typów okrętów podwodnych powstały w tym samym czasie, w celu porównania ich charakterystyk i stworzenia na podstawie doświadczeń eksploatacyjnych docelowych typów dla włoskiej floty podwodnej. W 1925 roku marynarka zleciła inż. Curio Bernardisowi zaprojektowanie większej jednostki (krążownika podwodnego), zdolnej do służby na wodach Morza Czerwonego i Oceanu Indyjskiego. Przyjęto konstrukcję jednokadłubową z dużych rozmiarów kioskiem, mieszczącym w przedniej części platformę dla działa pokładowego kalibru 120 mm L/27 i hangar dla wodnosamolotu w tylnej części. Projektowana prędkość miała wynosić 19 węzłów na powierzchni i 10 węzłów pod wodą, jednak nie udało się osiągnąć tych wartości po instalacji poprawiających stateczność zewnętrznych siodłowych zbiorników balastowych . Okręt miał też bardzo długi czas zanurzenia i słabą manewrowość zarówno na powierzchni, jak i w położeniu podwodnym.
Okręt zbudowany został w stoczni Cantieri navali Tosi di Taranto w Tarencie. Stępkę jednostki położono 17 lipca 1926 roku, a zwodowana została 15 kwietnia 1929 roku. Nazwę otrzymał na cześć kondotiera z przełomu XV i XVI wieku, Ettore Fieramosca .
W związku z tym, że przeznaczony do zaokrętowania przez „Ettore Fieramosca” wodnosamolot Piaggio P.8 nie osiągnął zdolności operacyjnych, w 1931 roku okręt poddano przebudowie: zlikwidowano hangar i wbudowaną w kiosk platformę dla działa pokładowego kalibru 120 mm L/27, umieszczając przed kioskiem nowsze działo kalibru 120 mm L/45 .

## Dane taktyczno-techniczne
„Ettore Fieramosca” był dużym oceanicznym okrętem podwodnym o konstrukcji jednokadłubowej . Długość całkowita wynosiła 84 metry, szerokość – 8,3 metra, a zanurzenie – 5,11 metra. Wyporność normalna w położeniu nawodnym wynosiła 1556 ton, a w zanurzeniu 1965 ton . Okręt napędzany był na powierzchni przez dwa silniki wysokoprężne Tosi o łącznej mocy 5200 KM. Na okręcie zainstalowano też pomocniczy silnik Diesla o mocy 325 KM . Napęd podwodny zapewniały dwa silniki elektryczne Marelli o łącznej mocy 2000 KM. Dwuśrubowy układ napędowy pozwalał osiągnąć prędkość 15 węzłów na powierzchni i 8 węzłów w zanurzeniu. Zasięg wynosił 5300 Mm przy prędkości 8 węzłów w położeniu nawodnym (lub 1600 Mm przy prędkości 15 węzłów) oraz 90 Mm przy prędkości 3 węzłów w zanurzeniu (lub 7 Mm przy prędkości 8 węzłów). Zbiorniki paliwa mieściły 150 ton oleju napędowego . Dopuszczalna głębokość zanurzenia wynosiła 100 metrów .
Okręt wyposażony był w osiem stałych wyrzutni torped kalibru 533 mm: cztery na dziobie i cztery na rufie, z łącznym zapasem 14 torped. Uzbrojenie artyleryjskie stanowiło zainstalowane przed kioskiem pojedyncze działo pokładowe kalibru 120 mm OTO M1931 L/45 . Masa działa wynosiła 3,2 tony, kąt podniesienia lufy wynosił od -4° do 32°, masa naboju 22 kg, prędkość początkowa pocisku 730 m/s, donośność 14 000–14 500 metrów przy maksymalnym kącie podniesienia, a szybkostrzelność 8 strz./min. Broń przeciwlotniczą stanowiły umieszczone na kiosku dwa podwójne zestawy wielkokalibrowych karabinów maszynowych Breda M1931 kalibru 13,2 mm L/76 . Masa stanowiska wynosiła 695 kg, kąt podniesienia lufy wynosił od -10° do 90°, masa naboju 0,125 kg, prędkość początkowa pocisku 790 m/s, donośność maksymalna 6000 metrów (skuteczna 2000 metrów), a szybkostrzelność 500 strz./min. Jednostka wyposażona też była w hydrofony .
Załoga okrętu składała się z 7 oficerów oraz 71 podoficerów i marynarzy.

## Służba
„Ettore Fieramosca” został wcielony do służby w Regia Marina 5 grudnia 1931 roku . Okręt rozpoczął służbę na Morzu Śródziemnym, wchodząc od 1932 roku w skład 1. eskadry (wł. Squadriglia) 1. Flotylli (Gruppo) okrętów podwodnych w La Spezia . W 1935 roku jednostkę przeniesiono do 2. eskadry 1. Flotylli okrętów podwodnych .
Podczas wojny domowej w Hiszpanii okręt, wchodzący w skład 2. Flotylli okrętów podwodnych w Neapolu, odbył dwie misje bojowe . Dowództwo jednostki sprawował wówczas kmdr ppor. (wł. capitano di corvetta) Mario Bartalesi . 21 grudnia 1936 roku „Ettore Fieramosca” wyszedł z Livorno w pierwszy bojowy rejs, udając się pod Walencję . 27 grudnia okręt wystrzelił trzy torpedy w kierunku republikańskiego krążownika „Méndez Núñez”, jednak żadna z nich nie trafiła . 5 stycznia 1937 roku jednostka powróciła do La Spezia . 28 stycznia okręt wyszedł na drugi patrol, jednak z powodu awarii musiał powrócić do bazy . Po koniecznych naprawach powtórnie opuścił La Spezia 2 lutego, zmierzając na wody w rejonie Barcelony . Tym razem nie przeprowadził żadnego ataku na jednostki pływające, ale dwukrotnie (8 i 9 lutego) ostrzelał port, zużywając 10 i 25 pocisków kalibru 120 mm; okręt powrócił do La Spezia 16 lutego . Do końca konfliktu „Ettore Fieramosca” odbył jeszcze dwa rejsy: do Tunisu i do Barcelony (już w 1939 roku) .
10 czerwca 1940 roku, w momencie ataku Włoch na Francję, okręt znajdował się w składzie 11. eskadry okrętów podwodnych 1. Flotylli w La Spezia (wraz z „Pietro Calvi”, „Giuseppe Finzi” i „Enrico Tazzoli”) . Dowództwo jednostki sprawował kmdr ppor. Giuseppe Mellina . Jeszcze przed wybuchem wojny „Ettore Fieramosca”, „Sebastiano Veniero”, „Gondar”, „Neghelli”, „Lazzaro Mocenigo”, H 1, H 4, H 6 i H 8 zostały wysłane na podejścia do Zatoki Genueńskiej . W trakcie drugiej misji (19–25 czerwca) pod Hyères na okręcie doszło do wybuchu baterii akumulatorów, w wyniku czego musiał powrócić do La Spezia i trafił na długotrwały remont . Eksplozja spowodowała rany u 10 członków załogi jednostki. W czasie naprawy nastąpiła zmiana dowódcy – nowym został mianowany kmdr ppor. Beppino Manca .
15 października 1940 roku „Ettore Fieramosca” został przeniesiony do nowo utworzonej Szkoły Okrętów Podwodnych w Poli, pod dowództwem kmdra ppor. Cristiano Masiego . Do marca 1941 roku okręt wziął udział w 28 rejsach szkoleniowych .
Okręt został rozbrojony  i wycofany ze służby 10 kwietnia 1941 roku. Jednostka została skreślona z listy floty i przekazana do złomowania 18 października 1946 roku.